# 2016년 니스 테러
2016년 7월 14일 프랑스 알프마리팀주 니스에 위치한 프롬나드데장글레에서 혁명 기념일을 위해 온 군중을 향해 19톤 화물 트럭이 돌진하면서 86명이 사망하고 458명이 부상을 입었다. 당국자는 총격전이 벌어졌으며, 트럭 운전사는 사살됐다고 밝혔다.

## 상황
| 국적           | 사망 | 부상 | 각주                       |
| -------------- | ---- | ---- | -------------------------- |
| 프랑스         | 43   | 389  | [ 3 ]                      |
| 이탈리아       | 5    | 4    | [ 4 ] [ 5 ]                |
| 알제리         | 5    |      | [ 6 ]                      |
| 모로코         | 4    | 1    | [ 7 ]                      |
| 카자흐스탄     | 4    |      | [ 8 ]                      |
| 튀니지         | 4    |      | [ 9 ] [ 10 ]               |
| 독일           | 3    | 2    | [ 11 ] [ 12 ]              |
| 에스토니아     | 2    | 4    | [ 13 ] [ 14 ] [ 15 ]       |
| 브라질         | 2    | 3    | [ 16 ] [ 17 ] [ 18 ]       |
| 러시아         | 2    | 3    | [ 15 ] [ 9 ] [ 19 ] [ 20 ] |
| 미국           | 2    |      | [ 21 ]                     |
| 폴란드         | 2    |      | [ 22 ]                     |
| 루마니아       | 1    | 4    | [ 23 ] [ 9 ] [ 24 ]        |
| 마다가스카르   | 1    | 4    | [ 25 ]                     |
| 우크라이나     | 1    | 2    | [ 26 ] [ 27 ]              |
| 스위스         | 1    |      | [ 28 ] [ 29 ]              |
| 벨기에         | 1    |      | [ 29 ]                     |
| 아르메니아     | 1    |      | [ 28 ] [ 30 ]              |
| 이탈리아/ 미국 | 1    |      | [ 31 ]                     |
| 조지아         | 1    |      | [ 32 ]                     |
| 오스트레일리아 |      | 3    | [ 33 ] [ 34 ]              |
| 포르투갈       |      | 4    | [ 35 ]                     |
| 네덜란드       |      | 2    | [ 36 ]                     |
| 중국           |      | 3    | [ 37 ]                     |
| 체코           |      | 1    | [ 38 ]                     |
| 헝가리         |      | 1    | [ 39 ]                     |
| 아일랜드       |      | 1    | [ 40 ]                     |
| 말레이시아     |      | 1    | [ 41 ]                     |
| 싱가포르       |      | 1    | [ 28 ] [ 42 ]              |
| 영국           |      | 1    | [ 43 ]                     |
| 전체           | 86   | 434  | [ 28 ]                     |

7월 14일 니스에서는 혁명 기념일을 맞아 해변가에서 축제가 벌어지고 있었다. 밤 10시 30분경 마지막 행사로 불꽃놀이가 끝났을 무렵, 튀니지 국적의 무함마드 바우헬이 "Allahu Akbar" (아랍어: 알라는 위대하다)를 외치며 그가 운전했던 대형 흰색 수송용 트럭 한 대가 해변가의 유명 산책로인 프롬나드 데 장글레에 모인 군중들을 향해 시속 60∼70km 속도로 돌진했다. 일부 목격자들은 군중을 향해 트럭을 몬 운전자가 총을 꺼내 쏘기 시작했으며, 시신이 바닥에 흩어져 있다고 전하기도 했다. 다만 총격 사실은 일부 당국에서 사실확인되지 않았다고 밝혔다.
한편 사망자 및 부상자 중 한국인은 없는것으로 알려져있다.

## 반응
프랑수아 올랑드 대통령은 14일 개인 일정으로 아비뇽에 머물다가 테러 소식을 접하고, 급히 파리로 복귀해 국방장관 등 주요 각료가 참가하는 국가안보회의를 주관했다. 이후 대국민 연설을 통해 국가 경계를 강화하겠다고 밝히며, 전역 군인뿐만 아니라 군 복무를 하지 않은 프랑스 시민을 포함한 예비군을 소집해 경계 강화에 활용할 것이라고 했다.
사건 발생 후, 프랑스는 테러 희생자들을 기리기 위해 7월 16일부터 18일까지 4일간 국가 애도기간을 선포했다. 마뉘엘 발스 총리는 15일 희생자와 니스 지역에 위로를 표하며, "프랑스는 테러 위협에 굴복하지 않을 것"이라며 "우리는 이를 막아낼 것"이라고 확신했다. 이어 "우리는 국가의 통합을 이루고자 했고 그에 대한 대답은 오로지 통합된 프랑스여야 한다"며 하나된 대응과 화합을 촉구했다.
한편 《르 피가로》에 따르면 발스 총리는 국가 비상사태를 3개월 연장하는 법안을 19일 개원하는 의회에 상정할 것이라고 밝혔다. 국가 비상사태는 지난 2015년 파리 테러 이후 선포되었다가 오는 7월 28일 종료될 예정이었는데, 연장될 시 최대 11월까지 이어지게 된다.
프랑스인들은 이날 자유·평등·박애를 상징하는 삼색기를 조기로 게양하고 희생자들을 애도했다. 트위터에는 '나는 니스다'(#JeSuisNice)란 해시태그가 등장했는데, 이는 2015년 1월 샤를리 에브도에 대한 테러가 일어났을 때 '테러에 저항하고 희생자들과 연대한다'는 뜻을 담아 유행한 '나는 샤를리다'(Je Suis Charlie) 라는 말을 본뜬 것이다.

## 참고
1. 1 2  에스토니아-러시아 국적 두 명 포함